# Roy Krenkel
Roy Gerald Krenkel (né le 11 juillet 1918, mort le 24 février 1983), qui signait souvent RGK, est un illustrateur américain spécialisé dans la fantasy et les dessins et peintures historiques, réalisés pour des livres, des magazines et des bandes dessinées.

## Biographie
Roy Gerald Krenkel naît le 11 juillet 1918 à New York, dans le Bronx. Il est l'unique enfant de Frederick Krenkel, qui travaille dans une usine de textile, et de Louise Kuppenhoffer ; ses deux parents sont originaires d'Allemagne. En 1938, Krenkel étudie à la Art Students League of New York où il travaille avec George Bridgman. Le style qu'il développe est influencé principalement par Norman Lindsay, mais aussi par Franklin Booth, Joseph Clement Coll et J. Allen St. John. À un moment donné, Krenkel s'installe seul dans le quartier de Queens, et semble avoir travaillé comme acteur.
Pendant la Seconde Guerre mondiale, Krenkel est recruté dans l'armée américaine en janvier 1942 : il sert en tant que soldat aux Philippines. Après la guerre, de retour à New York, il prend part aux cours du dessinateur Burne Hogarth à la Cartoonists and Illustrators School, qui devient la School of Visual Arts. Il y rencontre un groupe de jeunes illustrateurs, parmi lesquels Joe Orlando, Frank Frazetta et Al Williamson. Il collabore parfois avec eux pour les planches qu'ils publient dans les bandes dessinées de l'éditeur EC Comics, publiées dans des magazines de science-fiction et de fantasy comme Weird Science, Weird Fantasy ou Weird Science-Fantasy. Il réalise notamment une page de titre remarquée pour l'histoire d'Al Williamson Food for Thought publiée dans le numéro 32 de Incredible Science Fiction en novembre-décembre 1955, page qui représente un paysage extra-terrestre très détaillé. Il réalise une seule bande dessinée en solo : Time to Leave, publiée dans le numéro précédent de Incredible Science Fiction en septembre-octobre 1955. Au cours des années 1950, Krenkel réalise l'encrage de nombreuses histoires d'Al Williamson pour les éditeurs Marvel et ACG. Il publie des illustrations dans des magazines pulp comme Fantastic Science Fiction, Marvel Science Fiction, Space Stories et Science Fiction Adventures.
Krenkel réalise des illustrations pour des magazines de science-fiction, mais aussi de nombreuses couvertures de livres pour plusieurs éditeurs. Il réalise notamment 23 couvertures, ainsi que des frontispices, pour des éditions ou rééditions de romans d'Edgar Rice Burroughs chez Ace Books, alors dirigé par Donald A. Wollheim. Vers la fin des années 1960, il réalise des illustrations de couvertures pour les éditeurs DAW Books et Lancer Books, et des illustrations pour les magazines Analog et Incredible Science Fiction. Lorsque Lancer Books réédite les nouvelles de Robert E. Howard, créateur de Conan le Barbare, dans les versions révisées par Lyon Sprague de Camp, Krenkel est cité par Frazetta au titre de consultant. Krenkel collabore aussi avec Frazetta pour les couvertures que ce dernier réalise pour les magazines Creepy et Eerie chez Warren Publishing : Krenkel réalise des crayonnés préparatoires que Frazetta modifie ensuite. Krenkel publie dans ces magazines des histoires en une page dans les rubriques « Creepy's Loathsome Lore » and « Eerie's Monster Gallery », ainsi que des crayonnés et des dessins à l'encre dans la rubrique « H2O World » en collaboration avec Al Williamson.
En 1963, Roy Krenkel reçoit le Prix Hugo du Meilleur artiste professionnel.
Dans les années 1970, Krenkel réalise des illustrations (couvertures et illustrations intérieures) pour deux romans de Robert E. Howard, The Sowers of the Thunder et The Road of Azrael, publiés par Donald M. Grant. Il réalise aussi sept peintures pour un portfolio en tirage limité représentant les sept merveilles du monde antique. Il participe aussi à plusieurs fanzines de science-fiction, dont Xero de Richard A. Lupoff, ERBdom (consacré aux romans d'Edgar Rice Burroughs) et Amra (consacré aux œuvres de Howard).
Roy Krenkel meurt d'un cancer le 24 février 1983, à l'âge de 64 ans.

## Recueils d'illustrations
- 1974 : Scenes & Cities of the Ancient World, Owlswick Press.
- 1989 (posthume) : Swordsmen and Saurians, Eclipse Books.
- 2005 (posthume) : RGK: The Art of Roy G. Krenkel, de Barry Klugerman, J. David Spurlock et Roy G. Krenkel, Vanguard Productions.